# Exocarpos latifolius
Exocarpos latifolius är en sandelträdsväxtart som beskrevs av Robert Brown. Exocarpos latifolius ingår i släktet Exocarpos och familjen sandelträdsväxter. Inga underarter finns listade i Catalogue of Life.